# خلاف سامر (بكيل المير)

تعديل مصدري - تعديل

خلاف سامر هي إحدى قرى عزلة العطن بمديرية بكيل المير التابعة لمحافظة حجة، بلغ تعداد سكانها 63 نسمة حسب تعداد اليمن لعام 2004.